# Визьма (река)
Визьма — река в Белозерском районе Вологодской области России, левый приток Андоги.
Длина реки составляет 64 км, площадь водосборного бассейна — 264 км².
Визьма начинается у Жидкого болота на юге района. Русло реки описывает широкую дугу по территории Визьменского сельского поселения: сначала она течёт на север и северо-восток, заходя на территорию Енинского сельского поселения, затем поворачивает на запад, а потом на юг. Визьма впадает в Андогу в 110 км от её устья, у деревни Глебово.
Другие населённые пункты на Визьме (от истока к устью): пос. Визьма, дер. Высокая Гора, Климшин Бор, Пронево, Сафроново.
По левому берегу в Визьму впадает множество небольших речек и ручьёв: Молменка, Колдай, Имштар, Каменный, Ершовик, Боркун (с притоком Маровец).

## Данные водного реестра
По данным государственного водного реестра России относится к Верхневолжскому бассейновому округу, водохозяйственный участок реки — Суда от истока и до устья, речной подбассейн реки — Реки бассейна Рыбинского водохранилища. Речной бассейн реки — (Верхняя) Волга до Куйбышевского водохранилища (без бассейна Оки).
Код объекта в государственном водном реестре — 08010200212110000007913.